# گرانت جی

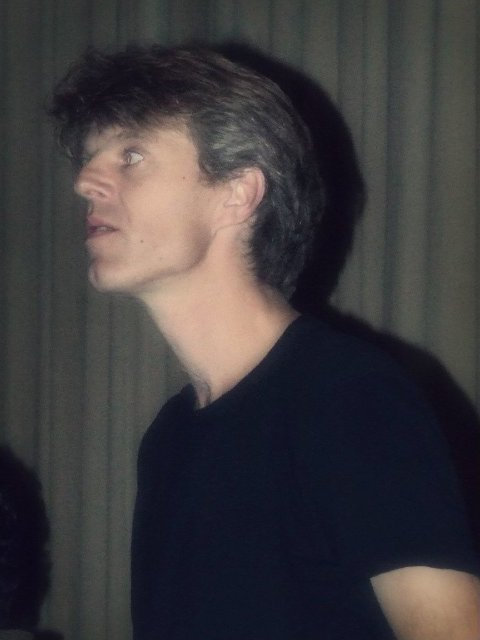
Grant Gee (2008

گرانت جی (به انگلیسی: Grant Gee) کارگردان و فیلمساز بریتانیایی است که هم‌اکنون در برایتون زندگی می‌کند.جی دانش‌آموخته رشته جغرافیا از کالج سنت کاترین،آکسفورد است.
گرانت جی بیشتر به خاطر مستند ملاقات با مردم آسان است که درباره گروه آلترنیتیو راک ردیوهد است شناخته می‌شود.